# MINAMI (YouTuber)
MINAMI（みなみ、2006年〈平成18年〉8月19日 - ）は、日本のYouTuber、TikToker、インフルエンサー、歌手であり、YouTubeチャンネルめるぷちの元メンバーである。
山梨県出身。血液型AB型。身長154 cm。VAZ元所属。所属レーベルはLAND MUSIC・WARNER MUSIC JAPAN。

## 略歴
2018年
- 姉がTikTokのアプリを使っていたことがきっかけにTikTokをはじめ、その後Instagramのアカウントも開設。
- それらが元所属事務所VAZの目に止まり、スカウトされる。
- VAZアカデミーとして、VAZ事務所に所属。
- 7月20日：YouTubeチャンネル『みなみチャンネル』を開設。

2019年
- 1月1日：MelTVのプロジェクト『メルプチ』(後のめるぷち)に出演。
- 3月：VAZアカデミーを卒業後、VAZクリエイターに昇格。
- 4月19日：YouTubeチャンネルを開設した『めるぷち』のスターティングメンバーとして出演。
- 12月28日：元マネージャー/かいくんと『かいみみちゃんねる』（現在は、みなみん家/チームみなみ）を開設。

2020年
- 新型コロナウイルスの緊急事態宣言のため、めるぷちの活動を休止。

2021年
- 3月：所属事務所VAZを退所。
- 5月8日：めるぷちのレギュラーを引退[4][5]。

2023年
- 6月1日：カラコン/プリモアのイメージモデルに就任。
- 7月20日：アーティストとしてLAND MUSIC／WARNER MUSIC JAPANよりデジタルシングル「繋いだ手」でメジャーデビュー。
- 8月29日：1stシングル「繋いだ手」リリース記念ライブを開催。
- 8月30日：2ndシングル「ふたつの心」をリリース。
- 10月27日：3rdシングル「ホワイトクリスマス」をリリース。

2024年
- 2月23日：4thシングル「ゼロ距離でいよう」をリリース[9]。
- 4月2日：初ワンマンライブを神奈川県・KT Zepp Yokohamaで開催。チケットは発表されてからわずかで、完売となった[10]。
- 8月7日：5thシングル「Special Summer」をリリース。
- 8月19日：Birthday Liveを大阪・Zepp Nambaで開催。チケット完売。
- 8月20日：Birthday Liveを東京・Zepp Diver Cityで開催。チケット完売。
- 11月1日：MINAMIがイメージモデルをしているプリモアからMINAMIちゃんプロデュースカラコンが発売。日本承認レンズ最大級のDAI15.0mm、着色直径14.8mmのカラコン3色が発売開始された。

2025年
・8月19日:自身19歳の誕生日にMINAMIが初のディレクションを手がけるファッションブランド【Mixmii】のローンチが決定。

## 人物
愛称は、みなみ、みみ。みなみという名前は「南の風のように、あたたかい人になってほしい」という由来がある。ファンネームは、「みな民」だが、かつては「MIMI」（自分の愛称）をファンネームとしていた。アレルギーは、花粉。みなみに漢字をつけるとしたら、浜辺美波の「美波」がかわいいからつけたいとのこと。愛犬はマルプーの「まる」と「ぷー」を飼っている。山梨県在住のYouTuberで2020年に「山梨チャンネルPRリーダー」に就任した。
姉・妹と合わせて「みなみ家三姉妹」という呼び方もされる。

### 嗜好
好きな食べ物は梅、フルーツ。座右の銘は「諦めたらそこで試合終了」。アニメを観ることが好きで、特に好きなアニメに『鬼滅の刃』、『僕のヒーローアカデミア』、『ランウェイで笑って』、『約束のネバーランド』、『地縛少年花子くん』を挙げている。好きなアニメのキャラクターは『鬼滅の刃』の冨岡義勇である。

### 趣味
趣味はアニメを観ること、TikTokを撮ること、ダンス。

### 特技
変顔。

### めるぷち
メンバーカラーは青色。
2021年5月8日、「コロナの影響で出演回数が減り、他のメンバーや視聴者の皆様にご迷惑、ご心配をおかけしていることや既に事務所を退所していること」からめるぷちのレギュラーメンバーから引退することを発表した。スケジュールが合い次第、ゲストとして出演することを記していたが、ゲストとしての出演は2025年現在でも行われていない。

## ディスコグラフィ

### 配信限定シングル
| #          | 配信日         | タイトル           | 作詞・作曲                              | 規格                   | レーベル                        | 出典          |
| ---------- | -------------- | ------------------ | --------------------------------------- | ---------------------- | ------------------------------- | ------------- |
| 1st Single | 2023年7月20日  | 繋いだ手           | 作詞 : MINAMI・和田直樹 作曲 : 和田直樹 | デジタル・ダウンロード | LAND MUSIC / WARNER MUSIC JAPAN | [ 18 ]        |
| 2nd Single | 2023年8月30日  | ふたつの心         | 作詞・作曲 : 和田直樹                   | デジタル・ダウンロード | LAND MUSIC / WARNER MUSIC JAPAN | [ 19 ]        |
| 3rd Single | 2023年10月27日 | ホワイトクリスマス | 作詞 : MINAMI 作曲 : 吉田蒼             | デジタル・ダウンロード | LAND MUSIC / WARNER MUSIC JAPAN | [ 20 ]        |
| 4th Single | 2024年2月23日  | ゼロ距離でいよう   | 作詞 : MINAMI 作曲 : 和田直樹           | デジタル・ダウンロード | LAND MUSIC / WARNER MUSIC JAPAN | [ 21 ] [ 22 ] |
| 5th SIngle | 2024年8月7日   | Special Summer     | 作詞 : MINAMI 作曲 : So Yoshida         | デジタル・ダウンロード | LAND MUSIC / WARNER MUSIC JAPAN | [ 23 ]        |